# Margherita Morreale
Margherita Morreale de Castro (1922 - 2012), fue una hispanista italiana.

## Biografía
Hija del periodista y diplomático Eugenio Morreale, hizo sus estudios elementales en Viena, en donde estaba destinado su padre, y la enseñanza media en el Humanistisches Mädchengymnasium de esa misma ciudad; obtuvo en los Estados Unidos el título de Bachelor of Arts y se graduó en Letras en la Universidad de Milán. Enseñó en la Universidad Católica de Washington, en la Johns Hopkins y en la de Stanford, y luego en Italia (Universidad de Bari y Universidad degli Studi de Padua, de la que fue también profesora emérita). Fue Premio Nebrija de la Universidad de Salamanca (1996), doctora honoris causa por la Universidad de Barcelona, correspondiente de la Española y miembro de la Academia de Letras Argentina en Italia, de la Hispanic Society, del Istituto Veneto di Scienze, Lettere ed Arti y de la Accademia dei Lincei. 
Dedicó especial atención a los estudios sobre Humanismo, Erasmismo y temas italoespañoles en la época del Renacimiento. También se ha ocupado en estudios sobre la Biblia vernácula en España. En su bibliografía, muy amplia e interesante, destacan Pedro Simón Abril, Madrid, 1949; Versiones españolas de animus y anima, Granada, 1957; Castiglione y Boscán: el ideal cortesano en el Renacimiento español (Estudio léxico-semántico), Madrid, 1959. Ha editado, de Enrique de Villena, Los doce trabajos de Hércules, Madrid, 1958 y, de Lucas Gracián Dantisco, el Galateo español (Madrid: C.S.I.C., 1968). En su último libro, Homenaje a Fray Luis (2007), ha reunido en más de mil trescientas páginas sus estudios sobre el gran poeta manchego fray Luis de León.

### Libros
- Pedro Simón Abril Madrid: Consejo Superior de Investigaciones Científicas, 1949.
- Castiglione y Boscán: El. ideal cortesano en el Renacimiento español, Madrid: Fundación Conde de Cartagena, 1959, 2 vols.
- Un contributo italiano recente allo studio della lingua spagnola, Roma: Consejería de Educación, Embajada de España, 1994
- Enrique de Villena, Los doze trabajos de Hércules; edición, prólogo y notas de Margherita Morreale, Madrid: Real Academia Española, 1958.
- Lucas Gracián Dantisco, Galateo español; estudio preliminar, edición, notas y glosario por Margherita Morreale, Madrid: C.S.I.C., 1968
- Apostillas lexicales a los romanceamientos bíblicos: Letra A. Urbana: Indiana: University, 1968
- Versiones españolas de animus y anima, Granada, 1957.
- La "Bibbia di Ferrara": 450 anni dopo la sua pubblicazione. Memoria di Marguerita Morreale. Roma, Accademia nazionale dei Lincei, 1994.
- Escritos escogidos de lengua y literatura española. Edición de José Luis Rivarola y José Pérez Navarro. Madrid, Gredos, 2006.
- Homenaje a Fray Luis Salamanca: Universidad, 2007.

### Artículos
- “Apuntes bibliográficos para la iniciación al estudio de las traducciones bíblicas medievales en catalán”, Analecta Sacra Tarraconensia [Barcelona], 31/2 (1958), pp. 271-90.
- “Apuntes bibliográficos para la iniciación al estudio de las traducciones bíblicas medievales en castellano”, Sefarad: Revista del Instituto Arias Montano de Estudios Hebraicos y Oriente Próximo, fasc. 1 (año XX. 1960), pp. 66-109.
- “Más apostillas en los márgenes del Diccionario crítico etimológico de Corominas”, Revista de Filología Española (RFE), 53/1-4 (1970), pp. 137-154.
- “Características de la grafía de un MS castellano de mediados del s. XIII, Esc. I -I- 6″, Estudios ofrecidos a Emilio Alarcos Llorach, (1983), vol. 5, pp. 67-92.
- “Tradiciones populares y antigüedad clásica en el Tesoro de Sebastián de Covarrubias: Sugerencias para el estudio”, Revista de dialectología y tradiciones populares, 43 (1988), pp. 437-440.
- “Virgilio y el Diccionario de Autoridades”, Nueva Revista de Filología Hispánica, 36/2 (1988), pp. 1093-1114.
- “Virgilio en el Tesoro de Sebastián de Covarrubias”, Boletín de la Real Academia Española, Tomo 68, Cuaderno 244 (1988), pp. 203-274.
- “Dança general de la muerte”, Revista de literatura medieval, 3 (1991), pp. 9-52.
- “La (orto)grafía como tropiezo”, Estudios de grafemática en el dominio hispánico, coord. por José Manuel Blecua, Juan Gutiérrez, Lidia Sala, Salamanca, Universidad, 1998, pp. 189-198.
- “Importancia relativa del estudio de la lengua y de la ecdótica para la lectura del Libro de Juan Ruiz”, Los orígenes del español y los grandes textos medievales: Mío Cid, Buen Amor, Celestina, 2001, pp. 191-206.
- “El nuevo mundo en las “notaciones” de Juan de Guzmán a su versión de las Geórgicas (1586)”, Bulletin hispanique, 104/2 (2002), pp. 577-626.
- “Apuntaciones sobre cartillas y doctrinas cristianas entre 1496 y 1596″, Siglos dorados: Homenaje a Agustín Redondo, coord. por Pierre Civil, Vol. 2, 2004, pp. 1019-1035.
- “Los textos de los dos Decálogos de Moisés entreverados por Pedro Simón Abril en su manual de instrucción catequética para enseñar a los niños (1590)”, Incipit, XXV-XXVI (2005-2006), pp. 445-448.
- “Apreciación lectora de La Moschea de José de Villaviciosa (1615)”, Nueva Revista de Filología Fispánica, 53/1 (2005), pp. 181-194.
- “La Repetición de amores di Luis de Lucera: alcuni aspetti della prosa spagnola del Quattrocento”, Quaderni ibero americani: Attualitá culturale della Penisola Iberica e dell’America Latina, 100 (2006), pp. 91-97.
- “El credo apostólico y los “catorce artículos de la fe” en las cartillas y doctrinas cristianas del s. XVI: apuntes para un análisis verbal”, Boletín de la Real Academia Española, Tomo 86, Cuaderno 293 (2006), pp. 57-178.
- “De los sustitutos de la Vulgata en el S.XVI: la Biblia de Santes Pagnino enmendada por Benito Arias Montano”, Sefarad: Revista de estudios hebraicos, sefardíes y de Oriente Próximo, 67/1 (2007), pp. 229-236